# 水氣平流
水氣平流 是水平風傳輸的水氣通量。水氣平流的測量和模擬對於天氣預測，特別是對雲、霧、溫度、溼度和降水等參數極為重要。

## 定義
依據平流的古典定義，水氣平流可以定義如下：
{\displaystyle Adv(\rho _{m})=-\mathbf {V} \cdot \nabla \rho _{m}\!}
其中 V 為水平風向量，{\displaystyle \rho _{m}} 為水氣密度。在天氣預報時常以混和比或 露點溫度 (達到飽和時的溫度) 作為衡量水氣量的指標。若用露點溫度的水氣平流可表示成如下：
{\displaystyle Adv(T_{d})=-\mathbf {V} \cdot \nabla T_{d}\!}

## 水氣通量
以混和比表示水氣量的水氣通量水平平流如下：
{\displaystyle \mathbf {f} =q\mathbf {V} \!}
其中q為混和比。這個值也可以拿來做垂直積分，算出整層大氣的水氣傳輸通量：
{\displaystyle \mathbf {F} =\int _{0}^{\infty }\!\rho \mathbf {f} \,dz\,=-\int _{P}^{0}\!{\frac {\mathbf {f} }{g}}\,dp\,}
其中 {\displaystyle \rho } 為空氣密度，P 為地面氣壓。上式從中間到右邊的推導有用到流體靜力平衡假設。
另外，整層的水氣通量輻散(輻合)則代表了總蒸發散(降水)，也就是在垂直層中增加或移除水氣的作用。其關係式如下：
{\displaystyle P-E-{\frac {\partial (\int _{0}^{\infty }\!\rho q\,dz\,)}{\partial t}}=-\nabla \cdot \mathbf {F} \!}
其中的P，E 和積分項分別代表降水、蒸發散和可降水量時變率，並可以用每單位面積的質量作為單位。

## 更多相關
- 海霧
- 水循環

## 外部連結
- Moisture Advection Description （页面存档备份，存于）
- Using Moisture Advection to Predict Weather （页面存档备份，存于）